# 1. liga 2025-2026
La 1. liga 2025-2026, conosciuta anche come Chance liga per ragioni di sponsorizzazione, è la 33ª edizione della massima serie del campionato ceco, con inizio il 19 luglio 2025 e termine il 24 maggio 2026.
La squadra campione in carica è lo Slavia Praga.

## Stagione

### Novità
Dalla stagione precedente è stato retrocesso il Dyn. Č. Budějovice, ultimo classificato del campionato. Al suo posto dalla 2. liga è stato promosso il Trinity Zlín, primo classificato del campionato e di ritorno in massima serie dopo una sola stagione di assenza.

### Formula
Le 16 squadre partecipanti giocano un girone all'italiana con partite di andata e ritorno, per un totale di 30 giornate che costituiscono la stagione regolare. Al termine di essa, le prime 6 classificate si qualificano per il play-off scudetto, un girone di sola andata per 5 ulteriori giornate; la prima classificata è campione della Repubblica Ceca e si qualifica per la UEFA Champions League 2026-2027, mentre terza e quarta, o la vincitrice della coppa, ottengono la qualificazione alla UEFA Europa League 2026-2027, e la quinta o una squadra proveniente dagli spareggi giocati tra le squadre classificatesi dal settimo al decimo posto nella stagione regolare va in Conference League.
Le ultime sei della stagione regolare giocano invece il play-out, un girone di sola andata per sancire una retrocessione diretta e due squadre che giocheranno un play-off promozione/retrocessione contro altrettante squadre di 1.liga per la permanenza in massima serie.

## Squadre partecipanti
| Club           | Città              | Stadio                  | Stagione precedente         |
| -------------- | ------------------ | ----------------------- | --------------------------- |
| Baník Ostrava  | Ostrava            | Stadio comunale         | 3° in 1. liga               |
| Bohemians 1905 | Praga              | Stadio Ďolíček          | 10° in 1. liga              |
| Dukla Praga    | Praga              | Stadion Juliska         | 14° in 1. liga              |
| Hradec Králové | Hradec Králové     | Malšovická aréna        | 9° in 1. liga               |
| Jablonec       | Jablonec nad Nisou | Stadion Střelnice       | 5° in 1. liga               |
| Karviná        | Karviná            | Městský stadion         | 8° in 1. liga               |
| Mladá Boleslav | Mladá Boleslav     | Lokotrans Aréna         | 12° in 1. liga              |
| Pardubice      | Pardubice          | CFIG Arena              | 15° in 1. liga              |
| Sigma Olomouc  | Olomouc            | Andrův stadion          | 6° in 1. liga               |
| Slavia Praga   | Praga              | Eden Aréna              | Campione di Repubblica Ceca |
| Slovácko       | Uherské Hradiště   | Stadio Miroslav Valenty | 13° in 1. liga              |
| Slovan Liberec | Liberec            | Stadion u Nisy          | 7° in 1. liga               |
| Sparta Praga   | Praga              | Stadion Letná           | 4° in 1. liga               |
| Teplice        | Teplice            | Na Stínadlech           | 11° in 1. liga              |
| Trinity Zlín   | Zlín               | Stadio Letná            | 1° in 2. liga               |
| Viktoria Plzeň | Plzeň              | Doosan Arena            | 2° in 1. liga               |

## Stagione regolare

### Classifica
|  | Pos. | Squadra        | Pt | G | V | N | P | GF | GS | DR |
|  | ---- | -------------- | -- | - | - | - | - | -- | -- | -- |
|  | 1.   | Baník Ostrava  | 0  | 0 | 0 | 0 | 0 | 0  | 0  | 0  |
|  | 2.   | Bohemians 1905 | 0  | 0 | 0 | 0 | 0 | 0  | 0  | 0  |
|  | 3.   | Dukla Praga    | 0  | 0 | 0 | 0 | 0 | 0  | 0  | 0  |
|  | 4.   | Hradec Králové | 0  | 0 | 0 | 0 | 0 | 0  | 0  | 0  |
|  | 5.   | Jablonec       | 0  | 0 | 0 | 0 | 0 | 0  | 0  | 0  |
|  | 6.   | Karviná        | 0  | 0 | 0 | 0 | 0 | 0  | 0  | 0  |
|  | 7.   | Mladá Boleslav | 0  | 0 | 0 | 0 | 0 | 0  | 0  | 0  |
|  | 8.   | Pardubice      | 0  | 0 | 0 | 0 | 0 | 0  | 0  | 0  |
|  | 9.   | Sigma Olomouc  | 0  | 0 | 0 | 0 | 0 | 0  | 0  | 0  |
|  | 10.  | Slavia Praga   | 0  | 0 | 0 | 0 | 0 | 0  | 0  | 0  |
|  | 11.  | Slovácko       | 0  | 0 | 0 | 0 | 0 | 0  | 0  | 0  |
|  | 12.  | Slovan Liberec | 0  | 0 | 0 | 0 | 0 | 0  | 0  | 0  |
|  | 13.  | Sparta Praga   | 0  | 0 | 0 | 0 | 0 | 0  | 0  | 0  |
|  | 14.  | Teplice        | 0  | 0 | 0 | 0 | 0 | 0  | 0  | 0  |
|  | 15.  | Trinity Zlín   | 0  | 0 | 0 | 0 | 0 | 0  | 0  | 0  |
|  | 16.  | Viktoria Plzeň | 0  | 0 | 0 | 0 | 0 | 0  | 0  | 0  |

Legenda:
      Ammesse ai Play-off scudetto.
      Ammesse ai Play-off intermedi.
      Ammesse ai Play-out.
Note:
Tre punti per la vittoria, uno per il pareggio, zero per la sconfitta.